# Forte das Caninas

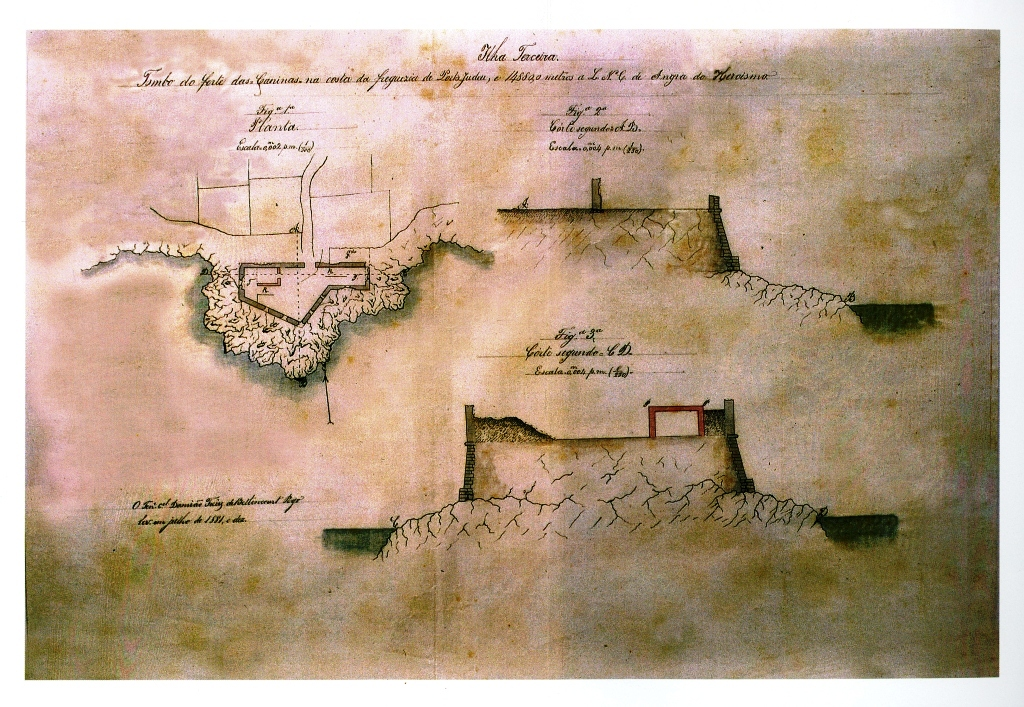
Planta do Forte das Caninas (Damião Pego, Julho de 1881)

O Forte das Caninas localizava-se primitivamente na freguesia de Vila de São Sebastião, hoje na de Porto Judeu, concelho de Angra do Heroísmo, na costa sudeste da ilha Terceira, nos Açores.
Em posição dominante sobre este trecho do litoral, constituiu-se em uma fortificação destinada à defesa deste ancoradouro contra os ataques de piratas e corsários, outrora frequentes nesta região do oceano Atlântico. Cruzava fogos com o Forte das Cavalas, de que distava aproximadamente 560 metros a este, na defesa da ponta este da baía da Salga, e de parte da entrada da baía das Mós.

## História
Foi uma das fortificações erguidas na Terceira no contexto da crise de sucessão de 1580 pelo então corregedor dos Açores, Ciprião de Figueiredo e Vasconcelos, conforme o plano de defesa da ilha elaborado por Tommaso Benedetto em 1567, após o ataque do corsário francês Pierre Bertrand de Montluc ao Funchal (outubro de 1566), intentado e repelido em Angra no mesmo ano (1566):
"Não havia naquele tempo [Crise de sucessão de 1580] em toda a costa da ilha Terceira alguma fortaleza, excepto aquela de S. Sebastião, posto que em todas as cortinas do sul se tivessem feito alguns redutos e estâncias, nos lugares mais susceptíveis de desembarque inimigo, conforme a indicação e plano do engenheiro Tomás Benedito, que nesta diligência andou desde o ano de 1567, depois que, no antecedente de 1566, os franceses, comandados pelo terrível pirata Caldeira, barbaramente haviam saqueado a ilha da Madeira, e intentado fazer o mesmo nesta ilha, donde parece que foram repelidos à força das nossas armas." 
A seu respeito, DRUMMOND registou: "(...) e um pouco adiante [do Forte das Cavalas] fez-se o forte das Caninhas."
De acordo com a mesma fonte, foi reconstruído em 1653 às expensas da Câmara de Angra, então empenhada na reparação da maior parte da fortificação da costa, danificadas por uma grande ressaca do mar ocorrida naquele ano, quando cerca de 50 navios piratas rondavam os mares dos Açores, o que parece ser confirmado pela sua tipologia e características.
No contexto da Guerra da Sucessão Espanhola (1702-1714) encontra-se referido como "O Forte das Caninas." na relação "Fortificações nos Açores existentes em 1710".
Com a instalação da Capitania Geral dos Açores, o seu estado foi assim reportado em 1767:
"8° - Forte das Caninas. Está retificado de novo, tem cinco canhoneiras e quatro peças com os seus reparos, boa; precisa mais huma com o seu reparo e para se guarnecer precisa cinco artilheiros e vinte auxiliares."
Encontra-se referido como "7. Forte das Caninas" no relatório "Revista aos fortes que defendem a costa da ilha Terceira", do Ajudante de Ordens Manoel Correa Branco (1776), que apenas assinala: "Tambem está redificado de novo, náo perciza de obra algua."
A "Relação" do marechal de campo Barão de Bastos em 1862 informa que se encontra incapaz desde muitos anos.
Quando do levantamento dos Tombos dos Fortes da Ilha Terceira, em 1881, encontrava-se abandonado e em ruínas, utilizado como abrigo de rebanhos de cabras pelos pastores da região.
A ação da erosão marinha fez com que, posteriormente, a muralha viesse a ruir em quase toda a sua extensão.
No contexto da Segunda Guerra Mundial, no local foi erguido um posto de vigilância militar, tendo sido retirada do remanescente das antigas muralhas a pedra necessária à construção de uma pequena edificação para a sua guarnição. Em nossos dias ainda podia ser vista uma das paredes dessa edificação, da estrada, à esquerda de quem vai do Farol das Contendas para a baía das Mós.

## Características
Do tipo abaluartado, apresentava planta poligonal irregular, orgânica (adaptada ao terreno), em aparelho de cantaria, com 330 metros quadrados.
Com capacidade para cinco peças de artilharia em canhoneiras, possuía dois torreões para fuzilaria, um a Leste e outro a Oeste. Em seu interior erguia-se o paiol, abobadado.
No exterior, pelo lado de terra, à esquerda, erguia-se a casa da guarnição.